# Bertrand Robert
Bertrand Robert (Saint-Benoît, 16 novembre 1983) è un ex calciatore francese, di ruolo centrocampista.